# هيلموت دبليو. شولتز
هيلموت دبليو. شولتز (بالإنجليزية: Helmut W. Schulz)‏ هو فيزيائي وكيميائي ومهندس أمريكي، ولد في 1912 في برلين في ألمانيا، وتوفي في 28 يناير 2006 في وايت بلينس في الولايات المتحدة.